# Czepuki
Czepuki (biał. Чапукі, Czapuki, ros. Чепуки) – agromiasteczko na Białorusi, w obwodzie witebskim, w rejonie miorskim, w sielsowiecie Nowy Pohost. W 2019 liczyło 208 mieszkańców.